# كينتيليان

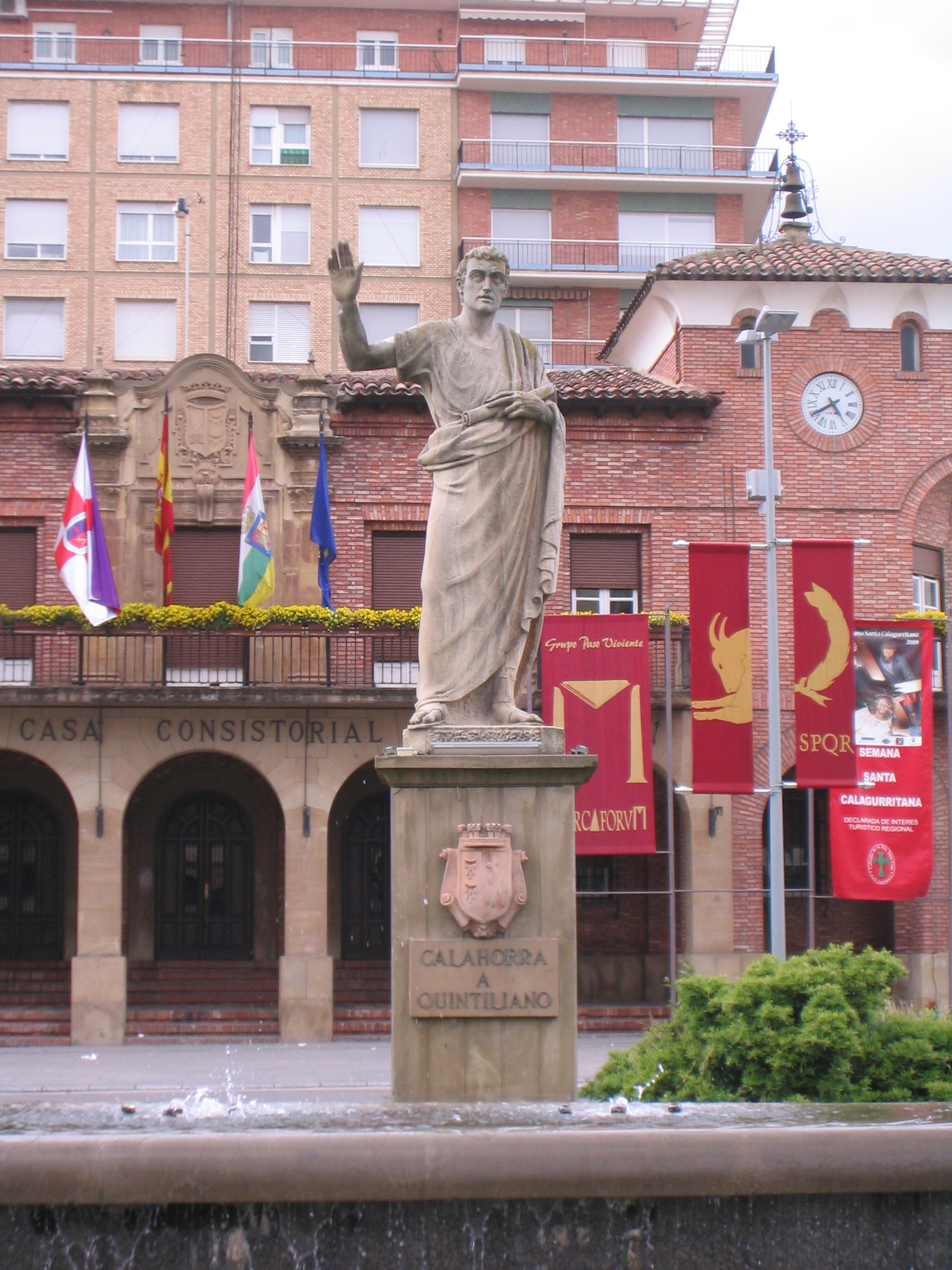
تمثال كينتيليان في قلهرة في إسبانيا

كينتيليان (باللاتينية: Marcus Fabius Quintilianus) اسمه الكامل ماركوس فابيوس كينتيليانوس (بالإنجليزية: Marcus Fabius Quintilianus) وَهو بليغ روماني وخطيب رائد من هسبانيا، وُلدَ سنة 35 م في مدينة قلهرة في إسبانيا حالياً، أشير له في العصور الوسطى وعصر النهضة بكونه أحد البلغاء في الأدب الروماني، كان له تأثيرًا كبيرًا في التعليم العالي خلال العصور الوسطى وعصر النهضة، وركز على التعليم الممهد لدراسة الخطابة السليمة، إذ أوجد هيكلة لمادة الحجج، ووضع أسس للخطابة من حيث أهدافها ومنظورها وأسلوبها، كما أشار إلى دور الذاكرة والإلقاء في الخطابة المؤثرة، وقد عاش في روما أثناء عصر نيرون وتوفيَ عام 100 م.

## حياته
ولِد كينتيليان في عام خمسة وثلاثين للميلاد في مدينة «قلهرة» في هيسبانيا، أرسله والده -الذي كان مُثقفًا- إلى روما لدراسة البلاغة وذلك في وقت مُبكر من عهد الإمبراطور «نيرون»، ربطته علاقة جيدة مع الخطيب والمحامي «دوميتيوس أفير» الذي توفي بعمر 59 عامًا. لقد كان العرف على نحو دائمٍ للشباب ممن لديهم طموحات في الحياة العامة أن يُركّزوا على نموذج أقدم من طموحهم واعتباره مُرشدًا للمرحلة المقبلة. ومن الواضح أن كينتيليان قد اتخذ من «دوميتيوس أفير» نموذجًا له، كان يجلس ويستمع لحديثه المطوّل عن القضايا في أروقة المحاكم. وُصِف أفير بكونه أكثر المتحدثين تشددًا، كلاسيكيًا وشيشرونيًا (Ciceronian)، من أولئك المتحدثين الذين عاشوا في نفس الفترة الزمنية كمثل «لوكيوس سينيكا». وقد يكون مصدر حب كينتيليان.
عاد كينتيليان إلى هيسبانيا بعد وفاة «دوميتيوس أفير»، على الأرجح لممارسة المحاماة في محاكم مقاطعته. مع ذلك عاد إلى روما في عام 68 كأحد حاشية الإمبراطور «جالبا»؛ خليفة «نيرو» الذي لم يدُم حكمه طويلًا. ولا يبدو بأن كينتيليان كان مستشارًا مُقرّبًا من الإمبراطور، الذي ضَمِن على الأرجح بقاءه من بعد اغتيال «جالبا» في عام 69.
بعد وفاة جالبا، وفي العام الذي تلا الأباطرة الأربعة حيث سادت الفوضى، افتتح كينتيليان مدرسة عامة لتعليم البلاغة. كان من بين طلّابه «بلينيوس الأصغر» وربما «كورنِليوس تاسيتُس». نصّبه الإمبراطور الروماني «فسبازيان» قنصلًا. لم يكن الإمبراطور مهتمًا بالفنون بشكل خاص، بل كان مهتمًا بالتعليم كوسيلة لخلق طبقة حاكمة ذكية ومسؤولة. مكّن هذا الدعم الذي تلقّاه كينتيليان من تكريسه المزيد من الوقت للمدرسة، كونها حررته من الضغوط المالية. بالإضافة لذلك فقد مثٌل أمام المحاكم ليُدافع نيابة عن العملاء.
يُعرف القليل عن حياته الشخصية، حيث ذكر في كتابه «معاهد البلاغة» أن زوجته توفيت وهي شابة، فضلًا عن ولدين اثنين تُوفيا قبله.
تقاعد كينتيليان من التدريس والمُرافعة في المحاكم في عام 88، في عهد الإمبراطور الروماني «دوميتيان». ربما جاء تقاعده نتيجة للاستقرار المادي الذي حققه ورغبته أن يكون سيّدًا في وقت الفراغ. نجا كينتيليان من العديد من الأباطرة؛ حيث كانت ولايتيّ كل من الإمبراطور «فسبازيان» و«تيتوس» سليمتان نسبيًا، لكن فترة حكم الإمبراطور «دوميتيان» كانت قاسية. ربما كانت قسوة «دوميتيان» بالإضافة لجنون العظمة هي ما دفعت صاحب البلاغة أن ينأى بنفسه بهدوء. لا يبدو بأن الإمبراطور قد اتخذ أي شكل من أشكال الإساءة، إذ قام بتعيين كينتيليان مُدرّسًا لاثنين من أحفاد أخيه في عام 90 للميلاد. يُعتقد بأنه توفي في وقت ما من العام 100 للميلاد، ولم ينجو طويلًا من دوميتيان الذي اغتيل في عام 96.

## الأعمال
العمل الوحيد المتبقي لكينتيليان عبارة عن كتاب مدرسيّ مكوّن من 12 مجلد عن البلاغة الذي حمل عنوان «معاهد البلاغة» والذي نُشر في نحو عام 95 للميلاد تقريبًا. لا يتعامل هذا العمل مع نظرية البلاغة وممارستها فحسب، بل أيضًا مع التعليم التأسيسي وتطوير البلاغة نفسها، ويقدّم النصيحة والمشورة التي تمتد من المهد وحتى اللحد. ضاع نص سابق تحت عنوان «عن أسباب البلاغة الفاسدة/التالفة» يُعتقد أنه كان عرضٌ أوليّ لبعض الآراء التي طٌرحت في «معهد البلاغة» في وقت لاحق.
بالإضافة لذلك، نُسبت لكينتيليان أيضًا مجموعتان من الخطب وهما؛ الخُطب الكبرى، والخُطب الصغرى، لكن هناك خلاف حول الكاتب الحقيقي لهذه النصوص، حيث ذُكر في (مورفي 17-18) «يعتقد بعض الباحثين المعاصرين بأن تلك الخُطب المنسوبة والمتداولة باسم كينتيليان تُمثّل ملاحظات لمحاضرة أحد الباحثين الذي يستخدم أسلوب كينتيليان ربما أو أنه تدرّب تحت اشرافه فعلًا».

## معاهد البلاغة
معاهد البلاغة/الخطابة (أوريتوريا)، كتاب مكوّن من 12 مجلدًا يدور حول نظرية البلاغة وممارستها، لمؤلّفه كينتيليان. نُشر حوالي عام 95 للميلاد. يتناول العمل التعليم التأسيسي وتطوّر البلاغة نفسها. يُرسّخ كينتيليان في هذا الكتاب العلاقة التي تربط الخطيب الجيد بكونه رجًلا جيدًا في المقام الأول، وبعدها مُتحدّث جيّد، ورأى أيضًا أن الخطيب يجب أن يبقى صادقًا حقيقيًا تجاه الرسالة (المُشرّفة) التي يؤديها. بهذا الترابط أصبحت تُعرف هذه النظرية باسم «نظرية الرجل الصالح/الجيد»، مُعترفًا في الرسالة بأنه إذا لم يكن المرء صالحًا حقًا؛ فلا يمكن له أن يكون مُتحدّثًا جيّدًا للناس. تدور هذه النظرية حول خدمة الناس، فالإنسان الجيّد هو الذي يعمل لأجل الخير للناس وازدهار المجتمع ككل.
قام كينتيليان بنشر كتابه «معاهد البلاغة» في السنوات الأخير من فترة حكم الإمبراطور الروماني «دوميتيان». عمِل كينتيليان إلى جانب الإمبراطور، لكن مع بدئه في كتابة المزيد ومُبتعدًا عن سلطة «دوميتيان»، لم يُبد الإمبراطور اهتمامًا إذ كان مُعجبًا جدًا به، ووظّفه معلّمًا لعائلته بسبب تفانيه في التعليم. كان «دوميتيان» في أقسى فترة حكمه، ولم يمتلك أحد الشجاعة حينها للتحدث بأي فكرة خلاف فكره؛ لكن كينتيليان فعلها. تحدّث كخطيب مُستخدمًا أسلوب وتقليد الكاتب والخطيب الروماني «شيشرون»، كما لم يرَ منذ مطلع عهد الإمبراطور الروماني «أوغسطس»، وبدلًا من مرافعة القضايا في المحاكم -كما كان متوقّعًا منه كخطيب في عصره- ركّز كينتيليان على التحدّث بعبارات أكثر عمومًا عن الكيفية التي يؤثر بها الخطاب السليم على تعليم الناس.

## روابط خارجية
- كينتيليان على موقع الموسوعة البريطانية (الإنجليزية)
- كينتيليان على موقع إن إن دي بي (الإنجليزية)